# آیکاترین ایکنوموپولو
آیکاترین ایکنوموپولو (یونانی: Κατερίνα Οικονομοπούλου؛ زادهٔ ۱۶ فوریه ۱۹۷۸) بازیکن زن واترپلو اهل یونان است.
وی در مسابقات کشوری و بین‌المللی در مجموع برندهٔ ۱ مدال طلا، ۱ مدال نقره شده‌است.